# Ernst Sommer
Ernst Sommer (Iglau, ma: Jihlava, Csehszlovákia, 1888. október 29. – London, 1955. szeptember 20.) osztrák-csehszlovák író, újságíró.

## Élete és munkássága
Német-zsidó polgári családból származott. Miután megszerezte az érettségit Jihlavában (németül Iglau – a mai Morvaország, Csehország) 1907-től kezdődően Bécsben tanult, először orvostudományt, majd 1908-tól átváltott a jogtudományra. 1912-ben doktori címet szerzett jogászként. Ezt követően 1915-ig Jihlavában, Bécsben, Aussigban, Brüx-ben és Dux-ban dolgozott. Végezetül behívták a hadseregbe, ahol szolgálatát többek között a katonai törvényszéken Felixdorfban és Bécsben teljesítette. 1920-ban Karlsbadban telepedett le és mint ügyvéd tevékenykedett. 1938-ban Londonba emigrált. 1947-től csak írásaiból élt, később pedig nemzetközi jogászként dolgozott.
1912-től kezdődően kezdett el írni, első regénye is ekkor jelent meg (Gideons Auszug). Elsősorban történelmi és életrajzi regényeket írt. Műveiben „a társadalom erőit hatásos korképeken keresztül ábrázolja”.
Sommer alkotói fejlődésére először a bécsi szellemi-kulturális élet volt befolyással. A még éretlennek számító debütáló regénye Gideons Auszug (1912), - melyben Arthur Schnitzler Út a szabadba (1908) című műve talál visszhangot – azt meséli el, hogyan vall kudarcot egy zsidó tanuló, ahogy a cionizmusban próbálja meglelni önmagát. Sommer ezután Martin Buberről szóló esszékkel folytatta a keresést zsidóként elfoglalt helye után (Der Mann, der nicht zu fragen versteht, 1919; Sieg der Seele, 1919). Zsidó témák és alakok, úgymint I. Hillél vagy Akiba, egész életén át foglalkoztatták.
Karl Kraus befolyása alatt, akinek négy cikket is szentelt, rátalált két, életművét meghatározó témáira: igazság és igazságtalanság. Der Fall des Bezirksrichters Fröhlich (1922) című expresszionista, groteszk művében a kettős erkölcsöt, az Osztrák–Magyar Monarchia önkényes igazságszolgáltatását és militarizmusát teszi nevetségessé. Jelentős még 1919 óta folytatott esszéista és elbeszélő munkássága, mely a népámítással és „a tömeg pszichológiájával” foglalkozik (Der Aufruhr, 1920). Ugyanez érvényes korai kritikus szemléletére a csehországi nemzetiszocializmussal szemben (Hakenkreuz, 1922). 1920-tól kezdődően kötelezettséget vállalt a német szociáldemokrata munkáspártban (DSAP), a csehszlovák királyságban. Az 1924-ben, többek között Bruno Adlerrel közösen kiadott folyóirat, a – pártok fölött álló - Die Provinz neves munkatársakkal együtt a szellemi rokonságban állók, nemzeti korlátokat túlszárnyaló megértését tűzte ki célul.
1933-tól megszülető műveiben Sommer történelmi témákkal dolgozik, hogy lerántsa a leplet a totalitárius mechanizmusokról illetve véleményt fűzzön az aktuális eseményekhez (Die Templer, 1935). A magyarra is lefordított, Botschaft aus Granada (Kelt Granadában 1492…) című regényében, mely a spanyol zsidók 1492-es üldözéséről és kiűzéséről szól, a zsidóság egységére hívja fel a figyelmet és a zsidó ellenállást helyezi a középpontba, miközben a fasizmus ellen is tiltakozik. 1937/38-as Rabelais-ről szóló művészregénye, az Ein Mönch aus der Touraine (1952) a szellemi szabadság fenyegetettségével foglalkozik. Műveiből kiolvasható az erős összpontosítás a szabadgondolkozókra – mint Thomas Müntzer (1948) vagy Ulrich von Hutten (1955) – illetve az író víziója, egy a nemzeteken túllépő tudóstársadalomról, akárcsak ellenállása a totalitárius rezsimekkel szemben.
Már 1938 tavaszán, a Szudétavidék pártjának célkeresztjében, Sommer a müncheni egyezményt követően menekülő utat keresett Prága felé, novemberben pedig Londonba emigrált, ahol aktív szerepet játszott mind csehszlovák, mind osztrák körökben, újságíróként illetve színházi kritikusként működött és a Liberális Párttal szimpatizált. A Die Gaskammer c. 1942-es elbeszélésében – feltehetőleg elsőként – tette meg témájául a Holokausztot az irodalomban; Hiob (1945) c. elbeszélésben pedig az elfojtás ellen szólal fel: egy brit tudósítónak szembesülnie kell a felfoghatatlan német rémtettek nyomaival. Sommer nemzetközileg legsikeresebb regénye, a Revolte der Heiligen (1944), egy fiktív munkatáborban játszódik, melyben a széthasadt zsidó közösség a „munka általi megsemmisítés”-sel és a deportációkkal szemben ellenállásra lel. Ezzel Sommer az egyik első szerzőként mutatja be élethűen - még a varsói felkelés előtt – a zsidó ellenállást. A háború végét követően megsemmisült Sommer azon terve, hogy hazatérjen. A csehszlovákiai németek kollektív elítélése és elűzése keserűséggel töltötték el, főleg a kommunistákkal szemben, akikhez még a száműzetés során került közelebb. 1951-ben megkapta a brit állampolgárságot. Négy évvel később, Parkinson-kórban szenvedve hunyt el, Londonban. 
Sommer legjelentősebb műveit az expresszionista próza, a történelmi regény és az emigráns irodalom tetőpontjai közé lehet sorolni.

## Sommer és a cionizmus
Először iskolaévei alatt került érintkezésbe a cionizmussal. Támogatta bár, de nacionalista mivoltát elutasította és inkább annak egy szocialista irányát választotta. Baráti körében több elkötelezett és meggyőződéses cionista volt, viszont Sommer inkább Londonba emigrált és nem Palesztina mellett döntött.   

## Művei
- Gideons Auszug (1912)

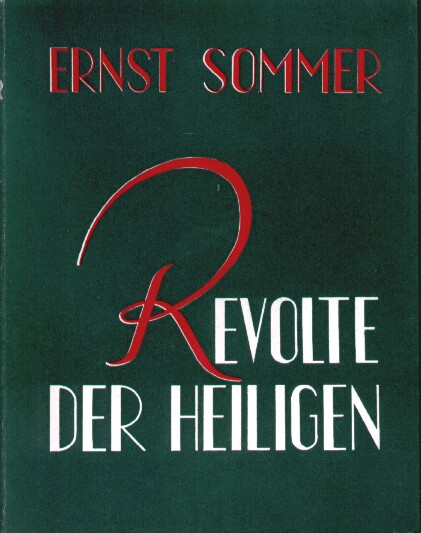
Revolte der Heiligen (1944)

- Der Mann, der nicht zu fragen versteht (1919)
- Sieg der Seele (1919)
- Der Aufruhr (1920) (’A lázadás’) válogatott elbeszélések
- Der Fall des Bezirksrichters Fröhlich (1922)
- Hakenkreuz (1922)
- Die Templer (1935) (’A templomosok’)
- Botschaft aus Granada (1937) (Horváth Z., Kelt Granadában, 1492…)(1940)
- Die Gaskammer (1942)
- Revolte der Heiligen (1944) (’A szentek lázadása’)
- Hiob (1945)
- Ein Mönch aus der Touraine (1952)

## Magyarul
- Kelt Granadában, 1492...; ford. Horváth Zoltán; Tábor, Bp., 1938